# HMS St George (1892)
La HMS St George è stata un incrociatore protetto di prima classe della Royal Navy britannica, appartenente alla classe Edgar. Venne varato il 23 giugno 1892 nei cantieri di Hull.
Nel 1896 prese parte alla guerra anglo-zanzibariana, durata 38 minuti.
Nel 1901, fu una delle due navi di scorta per l'HMS Ophir, che trasportava il duca e la duchessa di Cornovaglia e York (che divennero Re Giorgio V e la Regina Mary) durante il loro viaggio per l'Impero britannico.
Fu l'ammiraglia della Cape of Good Hope Station (posta sotto il comando del Contrammiraglio Harry Rawson) situata a Simon's Town e partecipò alla prima guerra Mondiale.
La St George divenne una nave deposito nel 1909. Nel 1920 fu venduta per essere demolita a Plymouth.

## Elenco dei capitani
- Capitano P. W. Bush - ' 26 febbraio 1901-? '[3]